# Laelaptonyssidae
Laelaptonyssus es un género de ácaros con su propia familia: Laelaptonyssidae, en el orden Mesostigmata. Tiene seis especies reconocidas:
- Género Laelaptonyssus Womersley, 1956
  - Laelaptonyssus chinensis Evans, 1955
  - Laelaptonyssus darwiniensis Halliday, 1987
  - Laelaptonyssus hallidayi Krantz, 2001
  - Laelaptonyssus lenzi Halliday, 1987
  - Laelaptonyssus mitis Womersley, 1956
  - Laelaptonyssus setosus Krantz, 2001